# 堀田進 (微生物学者)
堀田 進（ほった すすむ、1918年9月26日 - 2011年11月17日）は、長く神戸大学医学部教授を務め、特にデング熱や日本脳炎のウイルスについて研究した、日本の微生物学者。

## 経歴
大阪府三島郡茨木町（後の茨木市）生まれ。
1942年、京都帝国大学医学部を卒業して医師免許を取得、木村廉が主宰していた微生物学講座に副手を経て助手として入局し、1943年には世界で初めてデングウイルスの分離に成功した。
第二次世界大戦後は、1948年9月に京都帝国大学医学部講師となり、1949年6月に京都大学医学部講師に移行した。また、同年8月には「デング熱の研究」により京都大学から医学博士号を取得した。同年、日本ウイルス学会の前身となった「ヴィールス談話会」発足に参加し、機関誌の発行に貢献した。
1953年から1955年にかけてワシントン大学に留学し、後に1958年に同大学からPh.D.を取得した。
1956年5月、京都大学医学部助教授に昇任した後、1957年に兵庫県立神戸医科大学教授に転じ、大学の再編によって1964年に神戸大学医学部教授となった。大学では、東南アジア、特にインドネシアとの学術交流に熱心に取り組んだ。
1982年に神戸大学を退官して名誉教授となり、その後は1985年から1989年まで金沢医科大学熱帯医学研究所長を務めた。また、1996年から2004年には社団法人日本WHO協会の副会長を務めた。
1992年には、勲三等旭日中綬章を受章した。

## 家族
次男の堀田博は、父と同じく微生物学者、神戸大学医学部教授〜名誉教授となった。

## おもな著書

### 単著
- Research on arthropod-borne viruses with special reference to dengue and related tropical viruses, Yukosha Printing House, 1978
- 神戸の医学国際交流史：日本熱帯医学史の一断面、近代文芸社、1993年

### 共著
- （大山昭夫との共著）組織培養の基本と実際、永井書店、1963年（後に、1969年に「増補版」）

## 関連文献
- 堀田進教授退官記念業績目録 - CiNii